# Хугаев, Хазби Шобикаевич
Хазби́ Шобика́евич Хуга́ев (осет. Хуыгаты Шобикайы фырт Хазби, май 1923, село Ногир, Северо-Осетинская АССР, СССР — 17 ноября 1996, село Весёлое, Северная Осетия, Российская Федерация) — советский агроном. Заслуженный работник сельского хозяйства СССР, Герой Социалистического Труда (1981).

## Биография
Родился в мае 1923 года в с. Ногир Пригородного района Северо-Осетинской АССР.
В годы Великой Отечественной войны воевал в составе 154 отдельной морской бригады на Сталинградском фронте. После тяжёлого ранения был демобилизован в 1943 году . Работал на ответственных партийных и хозяйственных должностях. С 1966 года был председателем колхоза «Красная Осетия» Моздокского района, а с 1983 года возглавлял колхоз имени Кирова с. Киевское Моздокского района.
В 1981 году был удостоен почётного звания Героя Социалистического Труда «за выдающиеся успехи, достигнутые в выполнении заданий десятой пятилетки и социалистических обязательств по увеличению производства и продажи государству продуктов земледелия и животноводства».
Умер 17 ноября 1996 года. Похоронен в с. Весёлое.
Память
Именем Хазби Хугаева названы улицы в г. Моздок и в с. Весёлое Моздокского района.В селении Ногир Пригородного района.

## Награды и звания
- Два ордена Ленина.
- Орден Отечественной войны I степени.
- Орден Отечественной войны II степени.
- Два ордена Трудового Красного Знамени.
- Медаль «За отвагу»
- Медаль «За оборону Сталинграда».
- Медаль «За трудовую доблесть».
- Десять прочих медалей.

звания:
- Герой Социалистического Труда — указом Президиума Верховного Совета СССР от 13 марта 1981 года.
- Заслуженный работник сельского хозяйства СССР[источник не указан 1263 дня].
- Заслуженный работник сельского хозяйства Российской Федерации.
- Заслуженный агроном РСФСР.
- Заслуженный агроном Северо-Осетинской АССР.